# Gerganiya Beckitt
Amber Gerganiya Beckitt (Sydney, 25 novembre 1940) è un'ex nuotatrice australiana.
Specializzata nel dorso, ha partecipato ai Giochi di Melbourne 1956, gareggiando nei 100m dorso, e di Roma 1960, gareggiando nei 100m dorso e nella Staffetta mista 4×100m.